# Campofelice di Fitalia
Campofelice di Fitalia é uma comuna italiana da região da Sicília, província de Palermo, com cerca de 595 habitantes. Estende-se por uma área de 35 km², tendo uma densidade populacional de 17 hab/km². Faz fronteira com Ciminna, Corleone, Mezzojuso, Prizzi, Vicari.

## Demografia
| Variação demográfica do município entre 1861 e 2011                               |
|                                                                                   |
| Fonte: Istituto Nazionale di Statistica (ISTAT) - Elaboração gráfica da Wikipedia |